# 강민규 (축구 선수)
강민규(한국 한자: 姜玟圭, 1998년 9월 7일~)는 대한민국의 축구 선수이다. 포지션은 공격수, 수비수이다. 현재 K리그2 충남 아산 FC에서 뛰고 있다.

## 유소년 시절
초등학교 4학년 때 축구부 감독의 권유로 축구를 시작하게 되었다. 당시 어머니는 축구부 입단을 반대 했지만 아버지의 설득으로 인해 축구부에 입단하게 되었다.

## 클럽 경력
FC 남동의 창단 멤버로 첫 시즌 개막전에서 골을 넣기도 하는 등의 좋은 활약을 바탕으로 2022년 충남 아산 FC에 입단 하였다.

## 플레이 스타일
본래 수비수였지만 대학에 와서 공격수로 포지션을 변경했다. 보통 포지션을 변경하는 경우는 코치진의 조언 때문인 경수가 대부분인데 강민규 선수의 경우 본인이 자진해서 포지션을 변경하고 코치진에 요청하여 포지션을 변경하게 되었다. 본래 수비수 출신이여서 움직임에 힘이 있고 본래 빠른 스피드를 활용한 지능적인 침투 및 돌파가 장기인 선수이다. 하지만 아직은 세밀함에서 조금 아쉽다는 평가를 받는다.

## 참고 자료
- 꿈의 프로행' 강민규, "축구가 더 재밌어요...박동혁 감독님 덕이죠"
- 기회 놓치고 싶지 않은 강민규, "마음가짐을 바꿨어요"